# YIFY
YIFY of YTS was een peer-to-peer groep die gekend is voor de distributie van films in de vorm van een gratis download via BitTorrent. YIFY uitgaves werden gekenmerkt door hun hoge resolutie video met een kleine bestandgrootte. De oorspronkelijke YIFY/YTS website werd door de Motion Picture Association of America (MPAA) neergehaald in 2015, maar sindsdien bestaan er meerdere websites die YIFY/YTS imiteren die veel internetverkeer opleveren. YIFY staat voor de naam van de oprichter van de website, Yiftach Swery.
Op 30 oktober 2015 werd bevestigd dat YIFY permanent werd opgedoekt omwille van een rechtszaak door de Motion Picture Association of America. Sindsdien bestaan er verschillende websites die films en series ter beschikking stellen onder de naam YIFY.